# Banco de Sierra Leona
El Banco de Sierra Leona (en inglés:Bank of Sierre Leone) es el banco central de Sierra Leona.

## Historia
Para crear una economía independiente para el nuevo país, el gobierno redactó una legislación para crear un banco central y una nueva moneda. La legislación habilitante se aprobó el 27 de marzo de 1963 y el banco comenzó a funcionar el 4 de agosto de 1964. Al mismo tiempo, se inauguró el Leone, utilizando un sistema decimal de moneda.